# Tonalapa, Ahuacatlán
Tonalapa är en ort i Mexiko.   Den ligger i kommunen Ahuacatlán och delstaten Puebla, i den sydöstra delen av landet, 150 km nordost om huvudstaden Mexico City. Tonalapa ligger 1 298 meter över havet och antalet invånare är 509.
Terrängen runt Tonalapa är varierad. Runt Tonalapa är det ganska tätbefolkat, med 199 invånare per kvadratkilometer. Närmaste större samhälle är Zacatlán, 16,6 km sydväst om Tonalapa. I omgivningarna runt Tonalapa växer i huvudsak städsegrön lövskog.